# Белица (остров)
Вижте пояснителната страница за други значения на Белица.
Остров Белица (или Щуреца) е български дунавски остров, разположен по течението на реката в Област Плевен, община Белене. Площта му е 1,5 km2, която му отрежда 14-о място по големина сред българските дунавски острови.
Островът се намира източно от град Белене в Беленския канал, между българския бряг на юг и остров Белене на север. Има елипсовидна форма с дължина над 2,8 km и ширина до 0,5 km. Максималната му височина от 27 m се намира в западната му част, като в този участък превишението е между 9 – 12 m над нивото на реката. Средните, ниски части на острова при високи води на Дунав се заливат. Образуван е от речни наноси и е обрасъл с върба и топола. В западната, по-висока част има обработваеми земи.

## Топографска карта
- Лист от карта K-35-15. Мащаб: 1 : 100 000.